# Born for You
Born for You é uma telenovela filipina exibida pela ABS-CBN entre 20 de junho e 16 de setembro de 2016, estrelada por Janella Salvador e Elmo Magalona. A telenovela foi inspirada pela canção de mesmo título do cantor estadunidense David Pomeranz.

## Enredo
Sam Kazuko (Janella Salvador) é uma cantora filipina aspirante que cresce no Japão. Uma romântica incurável, ela acredita no conceito de Corda vermelha do destino, uma crença japonesa que diz que uma corda vermelha invisível conecta uma pessoa a sua alma gêmea destinada. Por outro lado, Kevin Sebastian (Elmo Magalona), um galã adolescente popular nas Filipinas, e filho de um ícone da música Mike Sebastian (Ariel Rivera), que popularizou a música "Born for You", duvida da autenticidade do amor e do destino, por causa da complicada relação de seus pais. O amor comum pela música é o que une Sam e Kevin, mas também se torna um obstáculo ao seu início de romance. O pai de Sam, Buddy (Bernard Palanca), compôs a música "Born For You" para a sua esposa, Cathy (Vina Morales), mas Marge (Ayen Munji-Laurel), a filha do dono da gravadora mais rico do país, roubou a música e deu a Mike na esperança de ganhar o coração do cantor masculino. O plano de Marge funcionou e ela acabou se casando com Mike e deu à luz Kevin.

## Elenco

### Elenco principal
- Janella Salvador como Samantha "Sam" Reyes-Kazuko
- Elmo Magalona como Kevin Sebastian

### Elenco de apoio
- Vina Morales como Cathy Reyes-Kazuko
- Ariel Rivera como Mike Sebastian
- Ayen Munji-Laurel como Marge Sebastian
- Gina Pareño como Caring Reyes
- Freddie Webb como Ralph
- Francis Magundayao como Allan
- Ysabel Ortega como Niña
- Kyline Alcantara como Chloe Sebastian
- Joj Martin Agpangan como Mica
- Jimboy Martin como Joms
- Alfred Alain como Funky
- Neil Coleta como Patrick
- Young JV como Mix
- Ogie Diaz como Desmond
- Smokey Manaloto como Jimmy
- Katya Santos como Tess
- DJ Durano como Leonard
- Paolo O'Hara como Boogie
- Jett Pangan como Marcus Adoro

### Participações especiais
- Bernard Palanca como Buddy Reyes
- Ashley Sarmiento como Samantha "Sam" Kazuko (jovem)
- Richmont Padayao como Kevin Sebastian (jovem)
- Zaijian Jaranilla como Carlo Sebastian (jovem)
- Brace Arquiza como Patrick (adolescente)

## Trilha sonora
1. Born for You (Duet Version) – Janella Salvador e Elmo Magalona
2. Ikaw Lang – Janella Salvador e Elmo Magalona
3. You'll Be Safe Here – Elmo Magalona
4. Stay – Elmo Magalona
5. Same Ground – Janella Salvador
6. Ikaw (Duet Version) –  Janella Salvador e Elmo Magalona
7. Born for You – David Pomeranz
8. Ikaw – Janella Salvador
9. Yume Dake Da (Pangarap Lang) – Janella Salvador
10. Anata (Ikaw) – Janella Salvador

## Exibição
| País/Região      | Emissora | Data de estréia     | Data de final          | Título       |
| ---------------- | -------- | ------------------- | ---------------------- | ------------ |
| Filipinas        | ABS-CBN  | 20 de junho de 2016 | 16 de setembro de 2016 | Born for You |
| Estados Unidos   | TFC      | junho de 2016       | setembro de 2016       | Born for You |
| Canadá           | TFC      | junho de 2016       | setembro de 2016       | Born for You |
| Japão            | TFC      | junho de 2016       | setembro de 2016       | Born for You |
| Taiwan           | TFC      | junho de 2016       | setembro de 2016       | Born for You |
| Hong Kong        | TFC      | junho de 2016       | setembro de 2016       | Born for You |
| Malásia          | TFC      | junho de 2016       | setembro de 2016       | Born for You |
| Indonésia        | TFC      | junho de 2016       | setembro de 2016       | Born for You |
| Singapura        | TFC      | junho de 2016       | setembro de 2016       | Born for You |
| Papua-Nova Guiné | TFC      | junho de 2016       | setembro de 2016       | Born for You |
| Austrália        | TFC      | junho de 2016       | setembro de 2016       | Born for You |
| Nova Zelândia    | TFC      | junho de 2016       | setembro de 2016       | Born for You |
| Europa           | TFC      | junho de 2016       | setembro de 2016       | Born for You |
| Médio Oriente    | TFC      | junho de 2016       | setembro de 2016       | Born for You |